# Brauniella
Brauniella is een geslacht van schimmels behorend tot de familie Strophariaceae. Het geslacht bevat slechts een soort namelijk Brauniella alba.